# 尤寧鎮區 (愛荷華州沃思縣)
尤寧鎮區（英語：Union Township）是位於美國愛荷華州沃思縣的一個行政鎮區。

## 地方資料
根據2010年美國人口普查的數據，尤寧鎮區的面積為92平方千米，當中陸地面積為92平方千米，而水域面積為0平方千米。當地共有人口554人，而人口密度為每平方千米6.02人。